# Goliathvogelspin
De goliathvogelspin (Theraphosa blondi) is een spin uit de familie vogelspinnen (Theraphosidae). De spin dankt zijn naam aan een kopergravure van de Duits-Nederlandse entomologe Maria Sibylla Merian in Metamorphosis insectorum surinamensium, waarop te zien is hoe een exemplaar van deze soort een kolibrie eet.

## Kenmerken
De maximale lichaamslengte bedraagt ongeveer 12 centimeter. Dergelijke exemplaren hebben een spanwijdte van de poten tot 30 cm en wegen meer dan 170 gram. Hiermee is het een van de grootste spinnen ter wereld. De lichaamskleur is donker- tot lichtbruin met een vage tekening op de poten. De goliathvogelspin heeft haar op zijn kopborststuk, achterlijf en poten.

## Levenswijze
Het is een gravende soort. De goliathvogelspin komt voor in Zuid-Amerika, en leeft in drassige en moerassige gebieden, meestal wonend in zelfgegraven holen of in verlaten holen van soortgenoten. Ondanks de naam 'vogelspin' staan vooral ongewervelden zoals insecten op het menu, soms worden kleine zoogdieren, kikkers, hagedissen en vogels gegeten. 
Een vrouwtje is normaal gesproken niet kannibalistisch, maar eventueel doodt ze na de paring het mannetje, of eet hem later op. De vrouwtjes zijn na 3 tot 4 jaar geslachtsrijp en hebben een gemiddelde levensduur van 15 tot 25 jaar. Mannetjes sterven kort na de looptijd en hebben een levensduur van drie tot zes jaar. Vrouwtjes leggen 100 tot 200 eieren, die uitkomen na twee maanden. Deze spinnen zijn een van de weinige vogelspinsoorten die tibiale sporen hebben. De sporen liggen op de eerste paar poten van mannetjes en dienen om de giftanden van het vrouwtje te immobiliseren, zodat het vrouwtje het mannetje niet opeet. De spin heeft een slecht gezichtsvermogen, waarnemingen zijn vooral gebaseerd op trillingen die de spin vanuit zijn hol kan waarnemen.

## Giftigheid
De spin is vrij onschadelijk voor de mens. Zoals alle vogelspinnen heeft deze soort kaken die door de huid kunnen dringen. De spin is wel zeer prikkelbaar en defensief en zal bij de minste verstoring brandharen op het achterlijf afwerpen. Bij verstoring maakt de spin een sissend geluid en wordt een dreighouding aangenomen waarbij de kaken worden getoond. Bij een aanval kan de spin voorwaarts springen alvorens de belager te bijten. Bij een beet wordt een relatief ongevaarlijk gif ingespoten waarvan de uitwerking vergelijkbaar is met een wespensteek.

## Gelijkende soorten
De goliathvogelspin lijkt erg veel op de andere twee soorten binnen het geslacht Theraphosa. Onvolwassen dieren van Theraphosa apophysis zijn makkelijk te herkennen door het hebben van lange witte of roze kleuren aan de uiteinden van de poten. Bij de andere twee is dit wit gedeelte veel korter of niet aanwezig. Volwassen dieren hebben veel haren op de poten en zijn vaak erg roodgekleurd. Het verschil tussen Theraphosa blondi en Theraphosa stirmi is moeilijk zichtbaar. De beste manier om de soorten te onderscheiden is het haar op de patella van de spin. De patella is het middelste gedeelte van de poten van het dier. Dit stuk steekt het hoogst in de lucht, het gedeelte waar de poot plooit en aan weerszijden naar beneden gaat. Het is te vergelijken met de elleboog van een mens. Bij Theraphosa blondi zitten hier uitstekende, kleine haartjes op, bij Theraphosa stirmi niet.